# Awaken (NCT 127)
Awaken è il primo album in studio del gruppo musicale sudcoreano NCT 127, pubblicato nel 2019.

## Tracce
1. Lips – 3:06
2. Wakey-Wakey – 3:02
3. Chain – 3:42
4. Regular (English version) – 3:40
5. Touch (Japanese version) – 3:10
6. Blow My Mind – 3:48
7. Limitless (Japanese version) – 4:08
8. Long Slow Distance – 4:25
9. Kitchen Beat – 3:29
10. Cherry Bomb (Korean version) – 3:56
11. Fire Truck (Korean version) – 2:58
12. End to Start – 3:30